# The New Zealand Story
The New Zealand Story (ニュージーランドストーリー Nyū Jīrando Sutōrī?) (En español La Historia de Nueva Zelanda), también llamado Kiwi Kraze: A Bird-Brained Adventure! en la versión norteamericana de NES, es un videojuego desarrollado por la compañía Taito Corporation. Fue lanzado, originalmente como arcade, en septiembre de 1988 y posteriormente fue convertido a múltiples sistemas de la época, incluyendo consolas de videojuegos y ordenadores. Además fue relanzado para sistemas de generaciones posteriores dentro títulos recopilatorios varios.

## Información general
The New Zealand Story (comúnmente abreviado TNZS) es un videojuego de plataformas con scroll lateral en donde el jugador controla a un kiwi llamado Tiki, que avanza a lo largo de grandes escenarios laberínticos ambientados en lugares de Nueva Zelanda. El principal ataque de Tiki consiste en disparar flechas hacia delante para derribar a los enemigos. El protagonista también se caracteriza por su habilidad de robar los vehículos que usan los enemigos para poder volar y llegar así a las zonas altas de un escenario. El objetivo es encontrar a un amigo kiwi prisionero en cada nivel del juego para poder avanzar a una nueva fase.
El arcade original se autodenomina un juego de laberintos, aunque este es más bien un videojuego de plataformas con escenarios estilo laberinto. El videojuego presenta un total de veinte niveles, cada uno con un diseño muy elaborado. Los escenarios se destacan por ser muy grandes en relación con juegos similares y por tener un desarrollo no lineal, en donde el jugador puede tomar varios caminos para llegar hasta la meta, además existen portales ocultos que permiten a Tiki acceder a zonas especiales o incluso saltearse varios niveles.
Los gráficos del juego son rasterizados y están construidos con sprites. Se destacan los diseños de los personajes, pequeños y coloridos y de aspecto adorable. Los escenarios están formados por estructuras de bloques cuadrados sin presentar mucha diversidad en los distintos niveles. El desplazamiento de la pantalla es omnidireccional y sigue al jugador, es posible avanzar en cualquier dirección y también regresar, aunque el escenario está delimitado por paredes.
Uno de los elementos más reconocidos del juego es su particular música, de sonido alegre y melódico, debido a que hay un único tema que se repite durante todos los niveles, a excepción de situaciones especiales como la batalla contra un jefe.
La dificultad del juego es relativamente alta y aumenta progresivamente durante la partida. Pese a que Tiki puede fácilmente acabar con ellos, los enemigos resultan muy agresivos y se la pasan atacando al jugador constantemente sin dejarle mucho respiro. Otro factor de dificultad también radica en el propio diseño de los niveles que se va volviendo cada vez más complejo y laberíntico.
El videojuego fue diseñado para un solo jugador, aunque es posible iniciar una partida con dos jugadores, estos tendrán que jugar por turnos en forma alternada, sin que exista algún tipo de interacción entre ambos.
El concepto del videojuego surgió como una idea de uno de los programadores de Taito, que en sus vacaciones viajó a Nueva Zelanda. A lo largo del juego se encuentran las locaciones turísticas que este visitó.

## Versiones y lanzamientos
The New Zealand Story fue originalmente un videojuego de Arcade, desarrollado y publicado por la compañía Taito Corporation a nivel mundial en el año 1988. Del Arcade original se realizaron varios clones que son exactamente el mismo juego, pero contienen cambios en el diseño de los niveles o la distribución de los enemigos. Debido a que todas estas variantes o clones presentan el mismo título, hay dificultades y discrepancias a la hora de nombrarlos y se les han dado nombres como The New Zealand Story 2 y The New Zealand Story Extra. Actualmente se conocen cinco versiones del Arcade original y son reconocidas por los nombres no oficiales otorgados por el proyecto MAME:
- tnzs: (World, New Version, Newer PCB)
- tnzsj: (Japan, New Version, Newer PCB)
- tnzsjo: (Japan, Old Version, Older PCB)
- tnzso: (World, Old Version, Older PCB)
- tnzsjop: (Previamente llamado TNZS 2/ TNZS Extra): (World, Prototype?, Older PCB)[4]

Las primeras dos conversiones fueron lanzados para ordenadores exclusivos de Japón: En 1988, Taito lanzó la versión para Sharp X68000, mientras que en 1990 la compañía Ving desarrolló y publicó la versión para FM Towns. Ambas son aclamadas por su gran parecido al Arcade original.
La compañía Ocean Software publicó numerosas conversiones en simultáneo para diversos sistemas de la época. En 1989, Ocean lanzó las conversiones que desarrolló la compañía Choice Software de TNZS para los ordenadores personales Amiga, Atari ST, Amstrad CPC y ZX Spectrum. La versión de ZX Spectrum (compatible con los modelos 48k, 128k, +2 y +3) estuvo disponible en los formatos disco y casete de cinta y fue redistribuida en el Reino Unido por la compañía The Hit Squad y en España por Erbe Software S.A., fue además distribuida en las recopilaciones de juegos de Spectrum: Arcadia y Rainbow Collection. También fue lanzada la versión para el ordenador Commodore 64, a diferencia de las anteriores, esta fue desarrollada por Imagine Software.
En 1989, Taito publicó las primeras dos conversiones para consolas de videojuegos. Estas fueron la versión para PC Engine, desarrollada por la compañía Aisystem Tokio, y la versión para Mega Drive, que fue desarrollada por Visco. Ambas se comercializaron solamente en Japón.
En 1991, Ocean publicó una versión para NES, que fue desarrollada por Software Creations y lanzada en Estados Unidos, Europa y Australia. Curiosamente, la versión norteamericana fue renombrada "Kiwi Kraze: A Bird-Brained Adventure!" y es la única de todas las versiones de TNZS en llevar un nombre distinto. En el año 1992 la compañía TecMagik desarrollo y publicó una versión para Master System en Europa, en donde esta consola aún era muy popular aunque la Mega Drive ya la había dejado desactualizada. Esta fue la última conversión que recibió el Arcade original de TNZS.
En 1992 se publicó una versión para Master System que fue programada por TekMagik
En generaciones posteriores, Taito relanzó el juego en varios packs recopilatorios junto con otros títulos clásicos muy representativos de la compañía como Bubble Bobble, Elevator Action o Space Invaders. Estos relanzamientos no constituyen nuevas versiones del juego y son simplemente emulaciones directamente tomadas del Arcade original. En el año 2005, TNZS apareció dentro de las recopilaciones Taito Legends; que fue lanzado para los sistemas Xbox, PlayStation 2 y PC; y Taito Memories Gekan, lanzado para PlayStation 2. En el año 2006 fue incluido en las recopilaciones Taito Legends Power-Up y Taito Memories Pocket, ambas exclusivas del sistema portátil PlayStation Portable.
En el año 2008, la versión de PC Engine de TNZS, fue incluida en el catálogo de descargas de la Consola Virtual del sistema Wii, solamente en Japón.

### Argumento
La historia se centra en Tiki, un pequeño Kiwi que vive felizmente junto con varios de su misma especie y su novia Phee-phee en el zoológico de North Island. Pero un día aparece Wally, una foca leopardo que captura a todos los kiwis y se los lleva para venderlos a distintos lugares de Nueva Zelanda. Tiki es el único que consigue escapar y ahora emprende un largo viaje en busca de sus amigos y de Phee-phee.
La historia difiere en las versiones publicadas por Ocean en que el villano, Wally, es llamado una morsa en lugar de una foca leopardo y en que este en realidad se lleva a los kiwis para comérselos.

### Personajes
- Tiki : Tiki es el protagonista del juego. Es un pequeño kiwi que busca rescatar a sus amigos recorriendo todo Nueva Zelanda. Su arma principal es un arco que dispara flechas ilimitadas a gran velocidad, también puede robar los vehículos aéreos a los enemigos para poder volar.
- Los kiwis: Un grupo de 20 kiwis que vivían alegremente en el zoológico de North Island, hasta que fueron capturados, vendidos y enjaulados en distintos zoológicos. Ahora dependen del valiente Tiki para ser rescatados.
- Phee-phee: La novia de Tiki, es una kiwi que fue secuestrada junto con los demás por el villano Wally. En lugar de ser vendida como los otros, Wally la conservó y Tiki tendrá que derrotar a la enorme foca leopardo para poder recuperarla.
- Wally: Wally es el villano del juego, es una foca leopardo que vive en el Océano Antártico y viaja hasta Nueva Zelanda para capturar y vender kiwis por mucho dinero. A pesar de su enorme tamaño, utiliza un gigantesco globo para volar y posee además un cañón para combatir.

### Niveles
El juego consta de cinco niveles o rondas, cada uno dividido en cuatro subniveles. Los nombres de los niveles son lugares reales de Nueva Zelanda:
- Round 1: Auckland- Jefe: Ice Whale
- Round 2: Rotorua - Jefe: Rock Octopus
- Round 3: Waitomo Caves - Jefe: Automated Daruma
- Round 4: Strait Cook
- Round 5: Mt. Cook - Jefe: Wally

### Mecánica y jugabilidad
El jugador controla al personaje Tiki. Este es un diminuto kiwi que tiene las habilidades básicas de caminar, saltar y disparar. El objetivo del juego es conducir a Tiki a lo largo de un escenario hasta encontrar a uno de los kiwis capturados, tras tocarlo, Tiki avanza al siguiente nivel.
A lo largo de los niveles aparecen numerosos enemigos que intentan eliminar a Tiki. El jugador debe atacarles y destruirlos de forma rápida antes de que se acumulen o comiencen a atacar. Tiki tiene por defecto la habilidad de disparar flechas a gran velocidad y de forma ilimitada, únicamente hacia delante. Esta habilidad destruye a los enemigos al instante.
Una habilidad fundamental de Tiki es la de montarse en un vehículo para poder comenzar a volar. Los vehículos del juego son distintos tipos de globos, cada uno con sus propias características; por ejemplo, el globo de pato es más ligero y el globo de acero es inmune a los proyectiles comunes pero resulta muy pesado. Para conseguir uno de estos vehículos, hay que robárselo a uno de los enemigos voladores, Tiki debe tratar de eliminar al enemigo que está arriba del globo pero sin causar daño al vehículo en cuestión para evitar que explote.
Los niveles están construidos de modo que en algunas partes es más conveniente avanzar caminando, debido a que hay pasillos estrechos repletos de espinas, mientras que en otras áreas es necesario pasar volando, debido a que el salto de Tiki no sirve para llegar tan alto. También se encuentran zonas de agua en donde Tiki debe pasar nadando, cuando se sumerge un medidor de oxígeno comienza a mostrar cómo el aire se va consumiendo y si no sale a la superficie pronto, Tiki se ahoga.
La gran dificultad del juego radica en que Tiki muere al recibir un único impacto. Algo poco convencional en este tipo de juegos es que los enemigos comunes no dañan al personaje al tocarlo, pero si al dispararle proyectiles. Los enemigos espinosos en cambio, si pueden matar a Tiki al contacto. Otro gran obstáculo son las superficies espinosas, que matan a Tiki si llega a tocarlas y son cada vez más abundantes al progresar el juego. El jugador también debe tener en cuenta que hay un límite de tiempo para completar el nivel, si se tarda demasiado, comienza a sonar una alarma y al cabo de un instante llega un enemigo invencible con aspecto de diablo que persigue al héroe hasta liquidarlo.
Tiki cuenta por defecto con tres vidas, cada vez que pierde una, continúa jugando desde el punto en donde murió. En cambio, si Tiki pierde todas sus vidas, se ofrece al jugador la posibilidad de continuar y este debe reiniciar la etapa en donde perdió. Una rareza de este juego es que a partir del tercer nivel, si Tiki pierde todas sus vidas, se va al cielo y puede jugar en un corto nivel especial en donde si logra llegar a la meta, el jugador obtiene un final alternativo.
A lo largo de los escenarios, se pueden ir recogiendo ítems que ayudan a Tiki. Los ítems normalmente aparecen aleatoriamente al derrotar a un enemigo, por lo general se consigue una fruta que sirve para sumar puntos, aunque con menos frecuencia se pueden obtener armas especiales como el rayo láser y el disparo de bolas de fuego. También hay ítems con efectos beneficiosos como el reloj para congelar a todos los enemigos o el joystick, que permite a Tiki volar usando el mando direccional. También aparecen ocultas distintas letras que el jugador debe reunir para formar la palabra "EXTEND" y así ganar una vida adicional. Otra ventaja que recibe el jugador es la presencia de puertas ocultas que permanecen invisibles hasta que por casualidad el jugador logra disparar los proyectiles en el lugar indicado y estas se revelan. Las puertas ocultas llevan a secciones especiales y en su mayoría funcionan como atajos que en algunos casos, permiten saltear varios niveles.
Al final de cada nivel se desarrolla la batalla contra un jefe de tamaño gigantesco, todos tienen en común que pueden volar. Los jefes del juego se caracterizan por su diseño delirante, el primero es una ballena rosa totalmente congelada, el segundo es un pulpo petrificado que dispara murciélagos y el tercero es una muñeca matroska robotizada que lanza misiles. En el cuarto nivel en lugar de un jefe, Tiki debe recorrer el interior de un barco pirata, siendo esta una de las partes más difíciles del juego debido a que se compone por pasillos sumamente estrechos y recubiertos de espinas, que desafían al jugador a usar una precisión extrema en los saltos para poder avanzar sin morir.
El quinto nivel es sumamente difícil en relación con los anteriores, los niveles se vuelven aún más laberínticos y presentan numerosas trampas como pasillos engañosos y callejones sin salida. En el subnivel final, el desafío es muy elevado, el jugador debe atravesar un escenario formado por bloques de hielo altamente resbalosos y con plataformas diminutas de donde es muy fácil caerse, además se elimina la posibilidad de continuar desde el mismo punto y, tras morir, hay que reiniciar todo el subnivel. El jefe final es Wally, y es la única pelea en donde el jugador necesariamente debe estar montado en un vehículo debido a que el piso está repleto de espinas. Al vencer a este último enemigo el juego termina y corre la escena final junto con los créditos.

## Recepción y crítica
The New Zealand Story, tanto el Arcade original como sus conversiones, fue recibido con críticas sumamente positivas. Refiriéndose al Arcade original, Robin Hogg en la revista The Games Machine #14 (enero de 1989) escribió que: "la acción resulta familiar y mantiene todo el encanto y el estilo de juego que Super Mario Bros., Bubble Bobble y similares"; pero también recordó: "cuando vi por primera vez a TNZS estaba apartado en un rincón del salón de Arcade, mientras que grandes títulos como Operation Wolf y After Burner ocupaban el lugar central"; finalmente reflexionó que: "el juego probablemente no consiga el éxito que se merece debido a la presentación y jugabilidad execesivamente adorables".
Con respecto a la versión de Amiga; Andy Smith de la revista Amiga Format #1 (Año 1989) lo calificó con un 94/100, destacando que: "es un videojuego increíblemente adictivo y el nivel de dificultad está muy bien establecido"; también señaló: "Ocean tomó un gran Arcade y produjo una conversión maravillosamente buena, que sin duda te encontrarás jugando una y otra vez". Eugene Lacey en la revista Ace #24 (Año 1989) lo calificó con un 875/1000 destacando los gráficos, el sonido y la velocidad del juego, mencionando su gran similitud a los del Arcade".
Haciendo referencia a la versión de Atari ST, la revista The Games Machine de octubre de 1989 lo definió como: "idéntica a la versión de Amiga, difiere únicamente en la calidad de los efectos de sonido, aunque los ruidos casi latosos no afectan a la jugabilidad pura de esta conversión perfecta del Arcade". Eugene Lacey en la revista Ace #24 (Año 1989) lo calificó con un 875/1000 destacando los gráficos y la velocidad del juego, pero refiriéndose negativamente al apartado sonoro, resumió que: "igual califica como una conversión soberbia a pesar de esta queja".
La versión de ZX Spectrum tuvo críticas variadas. La revista MicroHobby #192 lo llamó: "una conversión del Arcade de Taito que deja bastante que desear en algunos aspectos, como el del movimiento, que se realiza mediante un scroll lento y se atranca en ocasiones" aunque resumió "por lo demás, el programa posee una dificultad aceptable y engancha con bastante facilidad". La revista The Games Machine #23 (octubre de 1989) le concedió una puntuación de 91 % y lo describió como: "una conversión de alta calidad, con gráficos de personajes precisos, mucho sonido y jugabilidad adictiva. Solo hay un inconveniente y es la multi-carga que resulta algo incómodo en la versión de casete".
Con respecto a la versión de Commodore 64, la revista Zzap #53 (septiembre de 1989) le otorgó un 93 %; la opinión del reseñador Robin lo definió como: "alocadamente adictivo con una jugabilidad que te mantendrá enganchado, TNZS está sobrecargado de diversión, plumas y jugabilidad fantástica"; en ese mismo artículo Stu escribió: "TNZS es uno de los títulos más jugables que hay dando vueltas, con una excelente presentación para rematarla".
Con respecto a la versión de PC Engine; Paul Rand de la revista Computer + Video Games #102 (mayo de 1990) lo calificó con un 90 %, hablando positivamente de su gran parecido al Arcade, su jugabilidad y su alta adictividad, aunque marcó como aspectos negativos los efectos sonoros por resultar demasiado chillones y repetitivos y señaló una cierta lentitud gráfica cuando hay demasiados cosas en la pantalla.
Reseñando a la versión de Mega Drive; Paul Rand de la revista Computer + Video Games #102 (mayo de 1990) lo calificó con un 94 % y escribió: "Los niveles de la conversión son distintos y ligeramente más difíciles que los del Arcade, pero aun así rebosa de excelencia, presentando sprites adorables y cariñosos, maravillosas músicas y efectos de sonido, y una jugabilidad que te será difícil de encontrar afuera de un salón de Arcade".
Reseñando a la versión de NES; Frank O'Connor de la revista Computer + Video Games #126 (mayo de 1992) lo puntuó con un 88 % y escribió: "la versión de NES, reconocimientos a Ocean, es casi perfecta [...] los gráficos sencillos se reprodujeron fielmente y la música es un animado remix del tema del Arcade. La jugabilidad se encuentra por toneladas y el juego resulta inmenso. Hay muy poco para criticar, aunque la única queja resulta el horrible parpadeo de sprites cuando hay demasiadas cosas en la pantalla, a veces el pobre kiwi simplemente se desvanece y avanzará directo hacia la muerte".

## Versión
En el año 2007, la compañía Marvelous desarrolló una versión para Nintendo DS titulada New Zealand Story Revolution. Este videojuego es esencialmente una versión actualizada con nuevos gráficos y sonido y el agregado de funciones especiales para la pantalla táctil. A pesar de todas las novedades, el estilo de juego respeta fielmente a la versión original.
Entre las principales novedades se destacan varios minijuegos que permiten competir con hasta cuatro participantes mediante conexión Wi-fi. Dentro del juego principal también se han agregado nuevos vehículos e ítems y Tiki presenta algunas habilidades nuevas.

## Cameos
- Tiki y Phee-Phee aparecen como personajes seleccionables, al igual que otras estrellas de Taito, en Pop 'n Pop.
- En el videojuego Liquid Kids, uno de los escenarios secretos tiene la forma de la imagen de Tiki.
- Tiki hace un pequeño cameo en el videojuego Bubble Symphony.